# Teresio Maria Carlo Vittorio Ferrero della Marmora
Teresio Maria Carlo Vittorio Ferrero della Marmora, italijanski duhovnik, škof in kardinal, * 15. oktober 1757, Torino, † 30. december 1831.

## Življenjepis
9. junija 1781 je prejel duhovniško posvečenje.
27. junija 1796 je bil imenovan za škofa Casale Monferrata; škofovsko posvečenje je prejel 3. julija istega leta. S tega položaja je odstopil 18. maja 1803.
Med 1. februarjem 1805 in 9. aprilom 1824 je bil škof Saluzza.
27. septembra 1824 je bil povzdignjen v kardinala.
Umrl je 30. decembra 1831.